# Paul von Schoenaich
Paul Freiherr von Schoenaich (né le 16 février 1866 à Klein Tromnau - décédé le 7 janvier 1954 à Reinfeld (Holstein)) est un militaire et pacifiste allemand.
Après la Première Guerre mondiale, il rejoint le camp des pacifistes et adhère à la Deutsche Friedensgesellschaft.

## Biographie
Schoenaich est le sixième et plus jeune enfant de la fratrie. Son père à l'esprit libéral, Eduard baron von Hoverbeck appelé von Schoenaich, décède lorsqu'il a quatorze ans. Cinq ans plus tard, sa mère strictement religieuse, née baronne von Buddenbrock, décède. Son frère aîné est Andreas von Schoenaich (de).
À partir de 1879, il étudie à la maison de cadets à Culm et sert dans la marine impériale de 1883 à 1887 (dont sur le SMS Oldenburg, en tant que Leutnant zur See. Schoenaich rejoint ensuite l'armée prussienne et est affecté au 2e régiment de dragons de la Garde stationné à Berlin. Pendant son temps libre, il assiste à des conférences à l'Université Frédéric-Guillaume de Berlin, entre autres en économie, où il entend les professeurs d'université Adolph Wagner et Karl Oldenberg (de). Il travaille ensuite comme officier de cavalerie au ministère de la Guerre, à partir de 1913, il est lieutenant-colonel et commandant du 15e régiment de hussards (de) à Wandsbek. Pendant la Première Guerre mondiale, Schoenaich commande d'abord le 14e régiment de dragons en France puis en Pologne. À partir de l'été 1915, Schoenaich travaille de nouveau au ministère de la Guerre. Ses réalisations sont reconnues par l'attribution des deux classes de la croix de fer et de la croix d'officier de l'ordre bavarois du mérite militaire avec épées.
En 1919, il devient commandant de la cavalerie à Berlin. En avril 1920, en raison d'un conflit avec le général Walther von Lüttwitz, Schoenaich démissionne de la Reichswehr en tant que général de division à son instigation et se retire dans son domaine à Reinfeld.
De 1918 à 1928, il est membre du Parti démocratique allemand (DDP). En 1924, il se présente sans succès pour le Reichstag dans la circonscription de Mecklembourg. Il travaille également comme conférencier et publiciste. En 1922, il devient membre de la Société allemande de la paix (DFG), dont il est président de 1929 à 1933 et de 1946 à 1951. En outre, il est membre du Reichsbanner Schwarz-Rot-Gold, de l'Association des amis de l'Union soviétique, de la Société allemande pour les droits de l'homme et de l'Association des francs-maçons pour le soleil levant. Avec Bertrand Russell et Albert Einstein, il signe le «Manifeste contre la conscription» en 1926. Lorsqu'il devient président de la DFG en 1929, il se voit fermement pacifiste. En 1930, il rejoint la scission de gauche du DDP, le Parti radical-démocrate (de) (RDP). Après la « prise du pouvoir » national-socialiste en 1933, il est brièvement arrêté.
En 1945, Schoenaich est brièvement membre de la CDU. Sa désélection en tant que président du DFG en 1951 est le résultat de divergences au sein du DFG sur l'attitude à l'égard du référendum contre la remilitarisation et pour un traité de paix, dont Schoenaich est membre. Mais en 1952, il est élu président d'honneur de la DFG.
Il est partisan de l'idée d'une économie libre.

## Œuvres
- Abrüstung der Köpfe, 1922
- Vom vorigen zum nächsten Krieg, 1924, 2. Aufl. 1925. 
  - Si tu veux la paix, prépare la paix Jacques Aron, suivi de De la guerre précédente à la suivante général Paul von Schoenaich avant-propos des généraux Alexandre Percin (Fr.) et Ian Hamilton (G.-B.) ; traduit de l'allemand et annoté par Jacques Aron, L'Harmattan, 2023
- Lebende Bilder aus Sowjet-Rußland, 1925
- Mein Damaskus, 1925
- Palästina, 1926
- Die Peitsche des August Schmidt, 1928
- Zehn Jahre Kampf für Frieden und Recht, 1929 (Artikel 1918-1928)
- Mein Finale (mit dem geheimen Tagebuch 1933-1945), 1947